# Tsukimi Namiki
Tsukimi Namiki (jap. 並木 月海 Namiki Tsukimi; ur. 17 września 1998 r. w Narita) – japońska bokserka, brązowa medalistka igrzysk olimpijskich i mistrzostw świata. Występowała w kategoriach od 48 do 51 kg.

## Kariera
Zdobyła brązowy medal w kategorii do 51 kg na mistrzostwach świata w Nowym Delhi w 2018 roku. W ćwierćfinale pokonała Brazylijkę Grazieli Jesus de Souza. W półfinale przegrała z Żajną Szekerbekową 0:5.